# Commissario De Vincenzi
Il commissario De Vincenzi è un personaggio letterario creato dallo scrittore Augusto De Angelis.

## Trama
Nei romanzi si trovano alcuni riferimenti sulla biografia e il carattere del personaggio, mentre il suo aspetto fisico è lasciato in ombra.
Carlo De Vincenzi è nato in una casa di campagna della Val d'Ossola. Ha compiuto gli studi scolastici in un collegio e gli studi universitari nella facoltà di giurisprudenza. È stato militare nell'esercito, congedandosi con il grado di tenente. Entrato nella polizia, è diventato capo della squadra mobile di Milano. De Vincenzi è scapolo e abita a Milano in una casa di corso Sempione insieme alla domestica Antonietta, che è stata la sua balia.
De Vincenzi ha un carattere riservato e taciturno. Apprezza molto la letteratura e l'arte, scrive poesie fin da quando era studente universitario, legge le opere di Sigmund Freud e conosce la lingua inglese.

## Metodo
Pur essendo un rigoroso ragionatore, De Vincenzi non è un investigatore deduttivo alla Sherlock Holmes; per scoprire il colpevole, non si basa troppo su indizi materiali e perizie balistiche, subendo a volte le critiche dei suoi superiori. Il commissario cerca prima di tutto di capire il contesto esistenziale in cui matura il crimine, perciò si muove lentamente tra vari ambienti (bar, portinerie, circoli, case private) osservando, interrogando e cercando d'immedesimarsi nella psicologia dei personaggi; il suo intuito lo porta prima o poi sulla pista giusta, che segue con pazienza e tenacia, fino a trovare la soluzione del crimine ed arrestare il colpevole. Il suo metodo presenta analogie con quello del commissario Maigret, ma De Vincenzi possiede una maggiore cultura, di cui però non fa sfoggio a differenza di Philo Vance, altro investigatore colto nella letteratura gialla.

## Romanzi
Carlo De Vincenzi è protagonista di quindici romanzi, ambientati per la maggior parte nella Milano degli anni trenta. Il commissario ha come principali collaboratori il vice commissario Sani e il maresciallo Cruni. Un paio di romanzi sono ambientati a Roma, dove De Vincenzi viene trasferito per un periodo; nella capitale ha come collaboratore il vice commissario D'Angelo. Ne "Il mistero della vergine", "La gondola della morte" e "Curti Bò e la piccola tigre bionda" il commissario De Vincenzi è aiutato dall'investigatore privato Vladimiro Curti Bò. 
- Il banchiere assassinato (1935); Garzanti 1975; Sellerio 2009 ISBN 88-389-2376-0; Ecra 2017 ISBN 97-888-6558-219-0; Il Giallo Mondadori. Classici Oro, 2017.
- Sei donne e un libro (1936); Sellerio 2010 ISBN 88-389-2499-6; Ecra 2018 ISBN 97-888-6558-242-8; Il Giallo Mondadori. Classici Oro, 2019.
- Giobbe Tuama & C. (1936); Palermo, Sellerio, 2008, ISBN 88-389-2319-1; Ecra, 2019, ISBN 97-888-6558-372-2; Il Giallo Mondadori. Classici Oro, luglio 2020.
- La barchetta di cristallo (1936); Milano, Sonzogno, 1974; Palermo, Sellerio, 2004, ISBN 88-389-1965-8; Ecra, 2019, ISBN 97-888-6558-325-8.
- Il canotto insanguinato (1936) ; Palermo, Sellerio, 2014, ISBN 978-88-389-3236-6.
- Il candeliere a sette fiamme (1936); Milano, Feltrinelli, 1963 (ne Il commissario De Vincenzi, a cura di Oreste del Buono); Milano, Garzanti, 1973; Palermo, Sellerio, 2005, ISBN 88-389-2064-8; Ecra, 2019, ISBN 97-888-6558-337-1.
- L'albergo delle tre rose (1936); Milano, Feltrinelli, 1963 (ne Il commissario De Vincenzi, a cura di Oreste del Buono); Garzanti, 1972; Sellerio, 2002, ISBN 88-389-1783-3.
- Il Do tragico (1937); Sonzogno, 1976
- Il mistero della Vergine (1938)
- La gondola della morte (1938)
- La notte fatale (1940)
- L'impronta del gatto, I Romanzi gialli e dell'enigma, Milano, Sonzogno, 1940; con una Nota di Beppe Benvenuto, Palermo, Sellerio, 2007, ISBN 88-389-2232-2; Collana Oscar scrittori moderni, Mondadori, 2015, ISBN 978-88-04-65188-8; Il Giallo Mondadori. Classici Oro, 2021.
- Le sette picche doppiate (1940)
- Il mistero di Cinecittà (1941); Milano, Sonzogno, 1974; Palermo, Sellerio, 2003, ISBN 88-389-1883-X.
- Il mistero delle tre orchidee (1942); Milano, Feltrinelli, 1963 (ne Il commissario De Vincenzi, a cura di Oreste del Buono); Milano, Garzanti, 1972; Palermo, Sellerio, 2002, ISBN 88-389-1708-6.
- Curti Bò e la piccola tigre bionda (1943)

## Televisione
Negli anni settanta è stata trasmessa dalla RAI la serie televisiva Il commissario De Vincenzi, in cui il personaggio del commissario è stato interpretato da Paolo Stoppa. La serie è stata trasmessa in due stagioni, la prima ambientata a Milano, la seconda a Roma. L'episodio della seconda serie La barchetta di cristallo è ambientato a Roma, mentre l'omonimo romanzo di De Angelis è ambientato a Milano.